# Oddbjørn Hagen
Pour les articles homonymes, voir Hagen.
Oddbjørn Hagen, né le 3 février 1908 à Ytre Rendal (en) et décédé le 26 juillet 1982 à Skedsmo, est un coureur du combiné nordique et un fondeur norvégien. Il remporte trois médailles olympiques en 1936 dont l'une d'or en combiné nordique, et deux d'argent en ski de fond. Il avait auparavant été champion du monde du combiné nordique en 1934 et 1935.

## Biographie

### Famille et jeunesse
Oddbjørn Hagen qui était le fils d'un ouvrier forestier, Eidar Hagen, a commencé sa carrière au Ytre Rendal IL comme un sauteur à ski. La famille qui était passionnée de ski comptait six fils (Thoralv, Eldar (no), Arvid, Hallstein, Oddbjørn et Aage) et quatre filles (Eini, Emma, Aase et Kirsti). En décembre 1929, quatre frères Hagen ont organisé une des premières courses de patins de Norvège.
Il a remporté à l'âge de 15 ans le championnat régional de saut à ski. En 1931, il s'installe avec sa famille à Oslo et a commencé le ski de fond et le combiné nordique.

### Carrière sportive

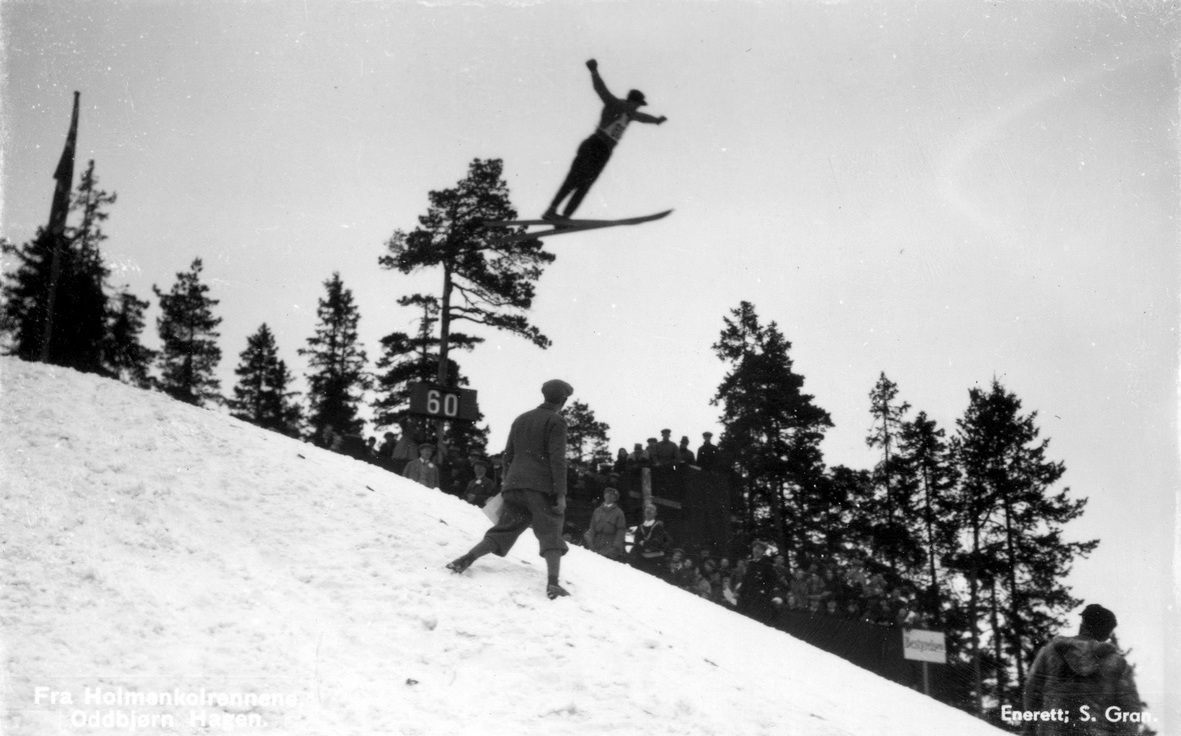
Oddbjørn Hagen à Holmenkollen en 1935

Oddbjørn Hagen a remporté sa première grande victoire sur les pistes de ski d'Holmenkollen lors du festival de ski de Holmenkollen en combiné nordique (no) en 1932, un exploit qu'il a répété en 1934, année où il a reçu la médaille Holmenkollen, et en 1935. Il obtient son premier titre de champion du monde sur le combiné aux championnats du monde de ski nordique 1934 à Solleftea (Suède). Lors de ces championnats du monde, il termine 6e du 18 km (meilleur norvégien) et 4e lors du relais 4 × 10 km. Lors de cette épreuve, Oddbjørn Hagen était le dernier relayeur norvégien et alors qu'il se battait avec Arthur Häggblad (dernier relayeur suédois) les deux athlètes prirent un mauvais chemin. Ils perdirent 10 minutes et le relais allemand leurs passa devant et Arthur Häggblad battit Oddbjørn Hagen au sprint pour la troisième place.
Lors des championnats du monde 1935, il remporte le combiné et termine 2e du 18 km et du relais 4 × 10 km. Il fut le premier athlète a conservé son titre lors des championnats du monde de combiné nordique (le second sera son compatriote norvégien Bjarte Engen Vik a remporté l'épreuve en 1999 et 2001).
Aux Jeux olympiques d'hiver de 1936, Hagen a remporté une médaille d'or dans le combiné nordique et deux médailles d'argent en ski de fond et en relais. L'épreuve de relais de ski de fond faisait sa première apparition olympique en 1936. Hagen était le premier relayeur norvégien. Dès le départ, il part en tête devant le Finlandais Sulo Nurmela et il accentue son avance au fur et à mesure de la course malgré le froid et la neige. Il termine son relais avec une minute d'avance sur Sulo Nurmela et une minute quinze seconde d'avance sur le Suédois John Berger. Finalement le relais finlandais l'emporta 6 secondes devant le relais norvégien.
Il termina second du 18 km de ski de fond (course qui était également la première partie de combiné nordique) derrière Erik August Larsson. Après le saut à ski, le lendemain, il obtenu la médaille d'or dans le combiné. Lors du combiné, les Norvégiens réalisent le triplé (avec Olaf Hoffsbakken et Sverre Brodahl), cette victoire est appelée « la parade norvégienne ».
Lors du festival de ski de Holmenkollen en 1936, il termine 2e du combiné derrière Olaf Hoffsbakken et il remporte sa dernière victoire sur le 18 km. Dans sa carrière, Hagen a remporté cinq fois la Kongepokal.

### Après la carrière sportive
Lors de la Seconde Guerre mondiale, il fait partie du Milorg (principal mouvement de la résistance norvégienne) et est l'un des premiers à entrer dans le Palais royal d'Oslo à la suite de la reddition des Allemands. Il travaille ensuite à Oslo comme chef d'atelier jusqu'à sa retraite.
Un criminel a usurpé son identité et cela a nui à sa réputation.

## Vie personnelle
Oddbjørn Hagen s'est marié avec Ingrid Kristiansen le 6 mars 1937 à l'Église de Bekkelaget (no). Le couple a deux enfants : Liv née en 1940 et Bjørn Einar en 1943.

## Honneurs
En 2011, il a eu un timbre à son effigie et depuis 2012 il a une statue dans la ville de Rendalen.

## Palmarès

### Jeux olympiques
| Épreuve / Édition | Épreuve / Édition | Garmisch-Partenkirchen 1936 |
| ----------------- | ----------------- | --------------------------- |
| Combiné nordique  | Combiné nordique  | Or                          |
| Ski de fond       | 18 km             | Argent                      |
| Ski de fond       | Relais 4 × 10 km  | Argent                      |

### Championnats du monde
| Épreuve / Édition | Épreuve / Édition | Oslo 1930 | Solleftea 1934 | Vysoke Tatry 1935 |
| ----------------- | ----------------- | --------- | -------------- | ----------------- |
| Combiné nordique  | Combiné nordique  | -         | Or             | Or                |
| Ski de fond       | 18 km             | -         | 6e             | Argent            |
| Ski de fond       | 50 km             | 25e       | -              | -                 |
| Ski de fond       | Relais 4 × 10 km  | -         | 4e             | Argent            |

### Championnats de Norvège de ski de fond
- Aux Championnats de Norvège de ski de fond (no), il remporte le 30 km en 1935 et en 1936.

### Festival de ski d'Holmenkollen
- Il a gagné cette compétition en combiné nordique (no) en 1932, 1934 et 1935.
- Il a gagné cette compétition dans le 18 km en 1936.

### Distinctions
- Au cours de sa carrière, il a remporté 5 Kongepokal.
- Il remporte la médaille Holmenkollen en 1934.